# Иисус Христос — суперзвезда
«Иису́с Христо́с — суперзвезда́» (англ. Jesus Christ Superstar) — рок-опера Эндрю Ллойда Уэббера и Тима Райса, написанная в 1970 году и поставленная на Бродвее спустя год после создания.
Эндрю Ллойд Уэббер сказал об этом произведении: «Мюзикл об Иисусе Христе! Еще в 1969 году просто одна мысль об этом заставила театральных продюсеров падать от смеха. Но каким-то образом мы с Тимом Райсом убедили MCA записать сингл. Это произошло в то время, когда слияние рока и классики было в моде. The Rolling Stones записывались с лондонским хором Баха. Джон Лорд из Deep Purple написал симфонию для рок-группы и оркестра. Так что я был как ребенок в магазине сладостей, когда мне удалось объединить рок-группу, симфонический оркестр и госпел-хор в первом треке, который был записан и назван просто — Superstar».
В альбоме Jesus Christ Superstar, вышедшем в 1970 году, заглавную партию исполнил вокалист группы Deep Purple Иэн Гиллан. В записи приняли участие другие известные исполнители: Мюррей Хэд, Майк Д’Або (экс Manfred Mann), блюзмен Виктор Брокс (Каиафа), а также Пол Рэйвен (он же Гари Глиттер) и Ивонн Эллиман, ставшие известными впоследствии.
Альбом Jesus Christ Superstar в 1971 году возглавил Billboard 200 и поднялся в январе 1972 года до № 6 в UK Albums Chart. Сингл из него «Superstar» (Мюррей Хед) поднялся в чартах «Биллборда» до № 14 «I Don’t Know How to Love Him» в исполнении Хелен Редди поднялась до № 13 в Billboard Hot 100.
Премьера мюзикла Jesus Christ Superstar на Бродвее состоялась в 1971 году.
В 1973 году режиссёр Норман Джуисон экранизировал мюзикл. Фильм, снятый в Израиле, в тех местах, где происходили исторические события на заре христианской эры, получил высокие оценки кинокритиков, хотя и подвергся нападкам со стороны различных религиозных организаций.
В 2000 году рок-опера была переснята австралийскими кинематографистами с новым актёрским составом и режиссёрским решением и вышла на DVD под названием Jesus Christ Superstar. Millennium Version.

## Сюжет
Сюжет рок-оперы основывается на искаженных евангельских повествованиях и охватывает период от въезда Иисуса в Иерусалим до его распятия на Голгофе.

### Иуда и Иисус
В своём либретто Тим Райс в общем и целом следует евангельским текстам, но при этом по-своему трактует многие ключевые моменты библейской истории. Можно утверждать, что роль ведущего персонажа здесь отдана Иуде в равной или даже большей мере, чем Иисусу: ему принадлежат первое («Heaven On Their Minds») и чуть ли не последнее слово («Superstar») (за исключением слов умирающего на кресте Иисуса). Он производит, по крайней мере вначале, впечатление рациональной и последовательной личности, в то время как Иисус сильно эмоционален, чувствителен и, как оказывается, не вполне понимает цель собственной жертвы. «В Евангелии Иуда представлен карикатурной фигурой и каждое упоминание о нём сопровождается уничижительным замечанием. Я считаю, что он был самым мыслящим из апостолов, поэтому и попал в такую ситуацию», — говорил Тим Райс в интервью журналу «Лайф».
Иуда неустанно критикует Иисуса за то, что тот, по его мнению, позволил событиям выйти из-под контроля, пошёл на поводу у толпы, в буквальном смысле слова «бого-творящей» его, разрешил Магдалине тратить на него дорогостоящее миро (последний эпизод имеется и в Евангелии) и т. д. По словам Иуды, Иисус в начале своей деятельности считал себя просто человеком и не выдавал себя за Бога (Мф. 19:17), а затем перестал сопротивляться мнению толпы, что, по мнению Иуды, может кончиться плохо. На предательство он решается для того, чтобы предотвратить худшую катастрофу — бунт против римлян и последующее кровопролитие. При этом на Тайной вечере Иуда не скрывает своих намерений, более того, восклицает: «Ты сам хочешь, чтобы я сделал это» — и действительно, слышит в ответ: «Иди, что же ты медлишь!». Когда Иуда начинает понимать, что Иисусу грозит смерть, в которой история обвинит только его одного, он сам себя объявляет жертвой («Зачем ты избрал меня для своего кровавого преступления?»). Логика Иуды такова: если Иисус — действительно сын Бога, значит, он всё предвидел заранее, сам расписал сценарий событий и пригласил его, Иуду, на роль «проклятого на все времена».
Сам же Иисус неоднократно демонстрирует, что ему известно, что ожидает его лично, и при этом говорит об этом как о судьбе, не подлежащей изменению. В арии «В Гефсиманском саду» Иисус, как и в Евангелии, выражает своё страдание от этого знания и просит: «Забери от меня эту чашу, я не хочу вкусить её яду…». Однако, в отличие от Евангелия, здесь Иисус прямым текстом говорит, что он не понимает, зачем Бог-отец посылает его на смерть (лишь строит догадки: «Стану ли я более заметным, чем был ранее?», «Будет ли всё, что я говорил и делал, более значимым?»). Просит объяснить ему причину, по которой Бог-отец хочет, чтобы он умер, логику этого решения. («Яви мне хотя бы крупицу своего вездесущего замысла» — англ. Show me just a little of your omnipresent brain). Упрекает отца в том, что он слишком увлечён кровавыми деталями его казни («где и как») и мало заботится об обосновании её необходимости («зачем») — англ. You’re far too keen on where and how, but not so hot on why. Наконец он всё же смиряется с предначертанием, добавляя, что устал от своей ноши («Тогда я был вдохновлён; сейчас я грустен и устал. В конце концов, я старался три года — кажется, что девяносто! Тогда почему боюсь закончить то, что начал?» — англ. Then I was inspired, now I'm sad and tired. After all I've tried for three years, seems like ninety! Why then am I scared to finish what I started?).
На суде Иисус, как и в Евангелии, не опровергает обвинений в свой адрес; обходясь аллегориями, он уходит от прямых ответов. «Это твои слова» — говорит он Пилату, когда тот спрашивает: «Но ты — царь? Царь иудейский?» (англ. But are you king? King of the Jews? — That's what you say). Позже, на суде, Иисус не делает ничего, чтобы спасти себя от гибели и отталкивает помощь, предлагаемую сочувствующим Пилатом.

### Апостолы и толпа
Можно утверждать, что в опере нет подлинных персонажей-злодеев: здесь каждый действует сообразно собственной логике, которая в общем выглядит более или менее убедительно (правда, эта тенденция в какой-то мере вообще присуща данному жанру). Единственный вполне «отрицательный герой» здесь — толпа, которая сначала возносит своего избранника до небес («Hosanna»), а потом с той же экзальтированностью требует от властей: «Распни его!» При этом мотивы «фанатов» Иисуса порой низменны («…Прикоснись, прикоснись ко мне! Исцели, исцели меня, Иисус!…» или — «Скажи мне, что теперь я спасён!»), и сам он в какой-то момент уже не в состоянии их выносить («Не толкайте меня, оставьте меня!… Слишком много вас, слишком мало меня!…»).
Частью толпы являются в какой-то мере и апостолы, своими коллективными песнопениями выражающие лишь самые банальные мысли и чувства. «Всегда знал, что стану апостолом. Верил, что добьюсь этого, если буду стараться. Потом, когда мы уйдём на пенсию, напишем Евангелие, чтобы люди говорили о нас и после нашей смерти», — под безмятежно-сладостную мелодию распевают они хором, оставляя обречённого Иисуса в Гефсиманском саду («The Last Supper»).
В заключительном треке «Superstar» (выпущенном синглом и ставшем в 1971 году единственным сольным хитом Мюррея Хэда), голос Иуды вместе с хором обращаются к Иисусу, теперь уже с точки зрения времени две тысячи лет спустя, спрашивая его: «…Кто ты? Чем ты пожертвовал?… Ты думаешь, ты таков, каким они тебя считают?..». Точно так же, как и подобные вопросы Иуды, Пилата и апостолов на протяжении всей остальной оперы, эти вопросы остаются без ответов.

### Власть имущие
Либретто Тима Райса насыщено сатирическими эпизодами и репликами, высмеивающими поп-звёздность и нравы музыкального бизнеса. Царь Ирод беседует с Иисусом совершенно как потенциальный антрепренёр, называя его популярность в народе «хитом», а его самого — «чудом года». Церковные лидеры (первосвященник Каиафа, его тесть Анна и др.), обсуждая Иисуса как политически опасного гастролирующего популиста-факира, пользуются жаргоном, характерным для современных средств массовой информации. («Что же нам делать с этой Иисусоманией?… С тем, кто популярнее даже Иоанна, гастролировавшего с этим своим крещением?…») Убеждая Иуду в том, что тот принял верное решение («Ты сделал верную ставку!» — англ. You’ve backed the right horse), Анна советует ему заняться благотворительностью.
Иначе обрисован Пилат, подобно Иуде чувствующий, что история не простит ему гибель Иисуса. В этом опера большей частью следует Библии. Поначалу Пилат пытается спихнуть дело местным властям (англ. You're Herod's race! You're Herod's case!), но понимая, что те вознамерились руками чужестранца устранить мешающего им героя толпы, даже открыто становится на сторону последнего («Я не вижу на нём вины: он просто возомнил себя важной персоной…»). Пилат указывает Иисусу на иронию судьбы: смерти ему, «царю иудейскому», желают именно иудеи; он же, римлянин, — единственный, кто пытается его защитить (англ. Look at me, am I a Jew?). Затем — на мгновение вступает с Каиафой в политический спор, называя первосвященников-иудеев лицемерами («Вы нас ненавидите больше, чем его!»), а жаждущую крови толпу называя стервятниками (англ. …But to keep you vultures happy I shall flog him…)
В последний момент Пилат, оставшийся перед разъярённой толпой в одиночестве, сам обращается к Иисусу за помощью, но тот в очередной раз выражает своё убеждение, что ход событий нельзя изменить и всё в руках Господних. Понимая, что Иисус сознательно идёт на смерть, Пилат «умывает руки» (от преступления), бросая напоследок: «Что ж, не мне суждено предотвратить это великое самозаклание. Умри, если сам жаждешь того, ты, невинная марионетка» (англ. Don't let me stop your great self-destruction. Die if you want to, you innocent puppet…). В другой версии: "Умри если ты хочешь, ты, потерявшийся мученик» (англ. Die if you want to, you misguided martyr)
В связи между смертью Иисуса и его вечной славой можно усмотреть ещё одну прямую аналогию с музыкальным бизнесом, для интересов которого иногда хорошо, если звезда «своевременно» умирает и таким образом остаётся коммерчески плодоносящей «иконой на все времена».

## Позиция авторов и реакция религиозных организаций
«Мы рассматриваем Иисуса не как Бога, а как человека, оказавшегося в нужное время в нужном месте, — говорил Тим Райс в интервью Time. — Наша задача — рассказать историю Иисуса-человека. Думаю, под таким углом зрения величие его лишь возрастает».
Председатель Синодального отдела по взаимоотношениям Церкви с обществом и СМИ Русской Православной церкви Владимир Легойда отмечал:
«…любое художественное произведение — книга, фильм или рок-опера — всегда лишь авторское видение, авторский, если хотите, вымысел. Иными словами, образ Христа во многих, если не в большинстве художественных произведений, будет неканоничным. Но неканоничный — ещё не значит кощунственный. Он может быть плоский или упрощённый, далекий от евангельского или даже близкий евангельскому, но всё равно авторский. Художественное произведение — это не религиозный текст, к нему не стоит предъявлять догматических или канонический требований <…> Мы помним, что в своё время для многих в нашей стране эта рок-опера стала первым упоминанием о Христе. Мой близкий друг в юности впервые прочёл Евангелие, после того, как не всё понял в рок-опере. Это констатация факта. Она не означает, что Церковь каким-то образом благословляет рок-оперу или считает её обязательной к просмотру».
В 2012 году в связи с отменой спектакля в Ростове-на-Дону, причиной которого стало письмо некоторых верующих, в Донской митрополии подчеркнули, что заявление выражает частное мнение людей, а не позицию РПЦ. Пресс-секретариат Донской митрополии пояснил, что авторам обращения следовало бы подписываться своими собственными именами, а не выступать от имени православных христиан, и перед тем, как планировать подобное, спросить благословения священника.